# Asociación Mundial para la Comunicación Cristiana
La Asociación Mundial para la Comunicación Cristiana (WACC, por sus siglas en inglés) es una organización no gubernamental (ONG) internacional registrada como organización caritativa tanto en Canadá como en el Reino Unido. Es una red mundial de comunicadores cristianos ecuménicos cuya oficina central se encuentra en Toronto. Reúne a un total aproximado de 1,500 instituciones e individuos en más de 100 países.
La visión de WACC es un mundo en el cual la comunicación es reconocida por todos como un derecho humano y como fundamento para la paz y la justicia sociales.
Las organizaciones e individuos se vuelven miembros de la asociación global, organizada para fines prácticos en ocho asociaciones regionales (África, Asia, Caribe, Europa, América Latina, Medio Oriente, Norteamérica y Pacífico).

## Historia
Los orígenes de WACC pueden rastrearse hasta 1950, cuando varios comunicadores cristianos de Europa y de Norteamérica comenzaron a buscar normas rectoras para el futuro de la radiodifusión cristiana. Varias organizaciones, entre ellas el Consejo Mundial de Iglesias, compartían preocupaciones y terminaron por unir fuerzas para fundar la "antigua" WACC en 1968. Los avances mundiales en los medios de comunicación y la necesidad de integrar una Agencia para el Desarrollo de una Literatura Cristiana del Consejo Mundial de Iglesias llevó a una fusión en 1975 que dio como resultado a la actual WACC. En 1986 la WACC adoptó sus Principios Cristianos de Comunicación como una declaración de valores basada en la Teología de la Liberación para ayudar a los más necesitados.

## Actividades
El amplio espectro de actividades de la WACC incluye sobre todo el apoyo a los proyectos de comunicación en el llamado sur global; la promoción de actos de análisis, de reflexión y de medidas sobre temas importantes que preocupan a las comunidades; el apoyo de las redes de trabajo entre sus miembros y hacia el exterior, y la publicación e intercambio de información. El apoyo ofrecido por el proyecto WACC ha consistido casi siempre en ofrecer respuestas. La actividad más importante del WACC es el llamado Proyecto Global de Monitoreo de los Medios, estudio longitudinal a nivel internacional (1995, 2000, 2005, 2010, 2015 y 2020), en alianza con Unesco y la Global Alliance on Gender and Media (GAMAG) acerca de la representación de las mujeres en los medios de comunicación de todo el mundo.
Durante los últimos 25 años WACC se ha dedicado activamente a desarrollar el concepto de los derechos de comunicación y su relación con la comunicación participativa del desarrollo.